# Uncle's Visit
Uncle's Visit è un cortometraggio muto del 1911 diretto da Thomas H. Ince che aveva come interpreti George Loane Tucker, Ethel Grandin e William Robert Daly.

## Produzione
Il film fu prodotto dall'Independent Moving Pictures Co. of America (IMP).

## Distribuzione
Il film - un cortometraggio in una bobina - uscì nelle sale statunitensi il 27 novembre 1911, distribuito dalla Motion Picture Distributors and Sales Company.